# Championnat du monde féminin de curling 1998
Navigation
Édition précédente Édition suivante
Le Championnat du monde féminin de curling 1998, vingtième édition du championnat du monde féminin de curling, a eu lieu du 4 au 12 avril 1998 à Kamloops, au Canada. Il est remporté par la Suède.